# أرون ليديسما
أرون ليديسما (بالإنجليزية: Aaron Ledesma)‏ هو لاعب كرة قاعدة أمريكي، ولد في 3 يونيو 1971 في يونيون سيتي في الولايات المتحدة.

## وصلات خارجية
- أرون ليديسما على موقعبيزبول رفرنس.كوم (الدوري الرئيسي) (الإنجليزية)
- أرون ليديسما على موقعبيزبول رفرنس.كوم (الدوري الثانوي) (الإنجليزية)